# Nettare in un setaccio
Nettare in un setaccio è il romanzo di maggior successo della scrittrice indiana di lingua inglese Kamala Markandaya. Il titolo è tratto da un verso della poesia Work Without Hope (1825) di Samuel Taylor Coleridge:

## Trama
Quando Rukumani si sposa, ultima di quattro sorelle femmine, il padre non ha più risorse per una buona dote, malgrado sia un capo villaggio; così all'età di dodici anni va in matrimonio a un contadino, Nathan, di una classe sociale inferiore alla sua. Il primo dei figli che nasce è una femmina, Irawaddy detta Ira; poi per diversi anni sembra che la coppia sia sterile, finché Rukumani ricorre all'aiuto di un medico occidentale, Kennington, che gli abitanti del villaggio chiamano Kenny. L'uomo, che ha curato la madre di Rukumani negli ultimi tempi prima della morte, riesce a fare in modo che la donna abbia altri figli: quattro maschi a distanza di un anno uno dall'altro.
Un giorno al villaggio tutto cambia perché arrivano molti lavoratori dall'esterno per costruire una grossa fabbrica, una conceria di pelli; il grosso edificio, che trasforma il paesino in una cittadina, è l'unico non danneggiato durante un furibondo uragano che devasta tutti i campi, comprese le risaie di Nathan e Rukumani.
Nathan vorrebbe che tutti i figli lo seguissero nel lavoro della terra, ma i primi due decidono di andare a lavorare in conceria, e Rukumani riesce a farli assumere grazie alla raccomandazione di Kenny; in questo modo, portando a casa una rupia al giorno a testa, riescono a preparare la dote per Ira, che si sposa in un altro villaggio. Ma poi c'è un'agitazione sindacale alla fabbrica, i due giovani vengono lasciati a casa perché sono tra gli irriducibili.
Purtroppo anche Ira come la madre non riesce ad avere figli, e dopo cinque anni il marito la riporta indietro ai genitori. Soltanto la nascita di un altro figlio di Rukumani riesce a far tornare alla ragazzina la gioia di vivere. Le tribolazioni non sono finite: una lunga siccità imperversa distruggendo i raccolti, ma il proprietario terriero pretende comunque l'affitto; Rukumani è costretta a vendere anche i vestiti usati al matrimonio della figlia per evitare lo sfratto dalle terre. La fame colpisce e disperde la famiglia, Due dei figli, quelli che lavoravano alla fabbrica, se ne vanno in città. Un terzo viene ucciso dalle guardie della conceria perché si era introdotto per rubare una pelle di vitello da rivendere. Rukumani e il marito scoprono che Ira si prostituisce per guadagnare qualche rupia e mantenere il fratello più piccolo, che tuttavia muore lo stesso di stenti. Per fortuna il raccolto dell'anno, dopo tanti sacrifici, è ottimo e abbondante.
Ira rimane incinta, il bambino che nasce è albino e viene discriminato dai suoi coetanei. L'ultimo figlio maschio rimasto in casa, Selvam, viene assunto da Kenny che sta raccogliendo fondi e donazioni per costruire nella cittadina un ospedale. Gli anni passano, Nathan è vicino ai cinquanta; arriva una notizia tremenda: lo sfrato dalla terra che hanno lavorato per tutta la vita, il padrone ha venduto alla conceria. Rukumani e il marito decidono di andare a stare da uno dei figli, che si è spostato in una città distante cento miglia, ma Ira decide di rimanere con il figlio insieme al fratello Selvam, che si impegna a mantenerli.
Tuttavia, dopo un lungo viaggio sulle tracce del figlio, scoprono che il ragazzo non solo ha abbandonato la moglie, ma è pure scomparso senza lasciare tracce. I due si rifugiano in un tempio dove si distribuisce gratis il riso agli indigenti, poi lavorano come spaccapietre in una cava, cercando di mettere da parte il necessario per pagarsi il viaggio di ritorno al villaggio. Però la fatica è troppa per Nathan, già avanti con gli anni, che non sopravvive. Rukumani riuscirà a tornare a casa da sola, accompagnata da un bambino lebbroso che è stato la loro fedele compagnia negli ultimi tempi.

## Edizioni
- Kamala Markandaya, Nettare in un setaccio, Trad. Luciano Bianciardi, rivista da Luciana Bianciardi nel 2000, VI edizione Universale Economica, Feltrinelli, 2000,  p. 200, ISBN 9788807802874.